# Linux游戏

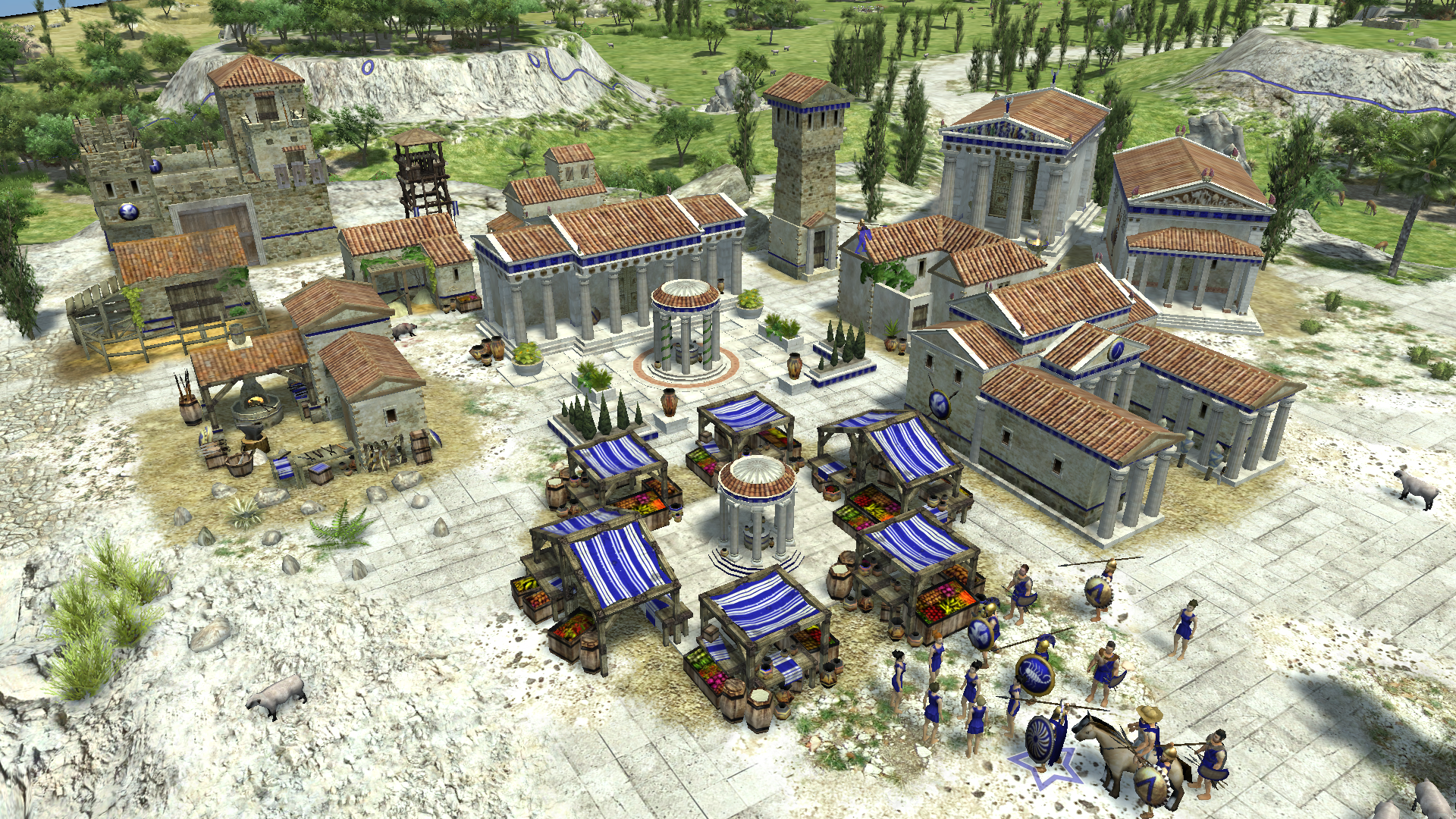
0 A.D.是一款開源、免費且支援Linux的即時戰略遊戲

Linux游戏是在Linux下运行的游戏。GNU/Linux是自由软件，也是以自由开源为旗帜。常用软件，甚至游戏也多是自由开源的。

## 歷史

### 1990年代
Linux遊戲的歷史開始於既有的Unix遊戲，這兩大作業系統有不少類似的遊戲。這些遊戲通常是原創或複製版的街機類遊戲或文字冒險遊戲。一個著名的例子是所謂的「BSD遊戲集」（BSD Games），即是一系列互動小說遊戲。 影響Linux開發甚大的自由軟體和開源作法也影響了最早的免費遊戲。早期著名的遊戲包含NetHack、Netrek、XBill、XEvil、xbattle、Xconq和XPilot。隨著Linux系統的成長，自由開源的遊戲也隨著增加，並變得更加複雜。
一般認為Linux商業電子遊戲的起源是1994年由戴夫·泰勒移植的《毀滅戰士》，他在閒暇時把這套遊戲移植到包含Linux在內的多個系統上。他也協助建立了 Crack dot Com工作室，這個工作室發行了Abuse。Linux版的Abuse甚至由Red Hat公司發行。《毀滅戰士》的開發者id Software也在之後繼續發行遊戲到Linux上。1996年，戴夫·泰勒再次於閒暇時把雷神之鎚移植到Linux上。之後的id遊戲由David Kirsch以及Timothee Besset製作Linux版，一直到id工作室2009年被ZeniMax Media收購才停止。 在1995年，DUX軟體僱用Don Hopkins移植 《模擬城市》到Linux上。其他早期的商業Linux遊戲包含Hopkins FBI，這是一款MP Entertainment在1996年發行的冒險遊戲。 1998年發行的Inner Worlds無論是開發平台還是目標平台都是Linux。1998年，Origin的兩名程式設計師把《網路創世紀》移植到Linux。

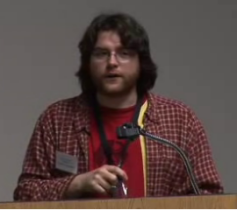
Loki Software前任的員工Ryan C. Gordon。

1998年11月9日，一家名為Loki Software的新公司由Scott Draeker成立，他原本是一名專職軟體授權的律師，因工作接觸到Linux而逐漸有了移植遊戲到Linux上的想法。Loki雖然在商業上是失敗的，但通常被認為是現代Linux遊戲產業的鼻祖。Loki開發了數款免費的軟體工具，例如Loki installer（又名Loki Setup）。，並且支援了SDL的開發，以及開始 OpenAL 音頻庫專案。至今仍被視為Linux遊戲發展的基石。在2002年關閉以前，他們移植了19款知名遊戲。Loki最初時的成功也吸引了其他公司投資Linux遊戲市場，例如Tribsoft、Hyperion Entertainment、Macmillan Digital Publishing USA、Xatrix Entertainment Philos Laboratories和Vicarious Visions。這段時期，Michael Simms創立了Tux Games，這是最早的Linux遊戲線上零售商之一。
在Loki關閉以後，Linux的遊戲市場開始面臨一些轉變。雖然一些新的公司，例如Linux Game Publishing和RuneSoft，持續地移植遊戲，但是Linux遊戲的支持者開始鼓勵開發者自行移植遊戲，或是透過個人承包者移植。一名前Loki的員工Ryan C. Gordon即受此影響，在往後十年，他繼續移植遊戲到各個平台上，包含Linux。這段時間，由id Software開始，許多公司釋出了他們老遊戲的原始碼，老遊戲的Source port於是一下子增加了不少，讓Linux在內的系統可以執行這些遊戲。這也幫助許多自由開源遊戲的發展，尤其是第一人稱射擊遊戲。

### 2010年代
在2010前後，Linux遊戲市場開始受到獨立電子遊戲開發的崛起衝擊，許多獨立開發者支援多個平台，Humble Indie Bundle讓這個潮流正式的顯現出來，Linux使用者在他們的銷售中佔了可觀的比例，Linux使用者在消費時時常也是最慷慨的。一些評論者也認為，Linux版的Desura，一個主要注重於小型獨立開發者的數位發行平台， 諭示了市場終於把Linux作為遊戲平台的一大步。 在2009年，一家獨立遊戲小公司Entourev LLC發行了Voltley，這是Linux上最早的商業獨占遊戲。同年，LGP發行Shadowgrounds，第1款使用Nvidia PhysX中間軟體的商業Linux遊戲。

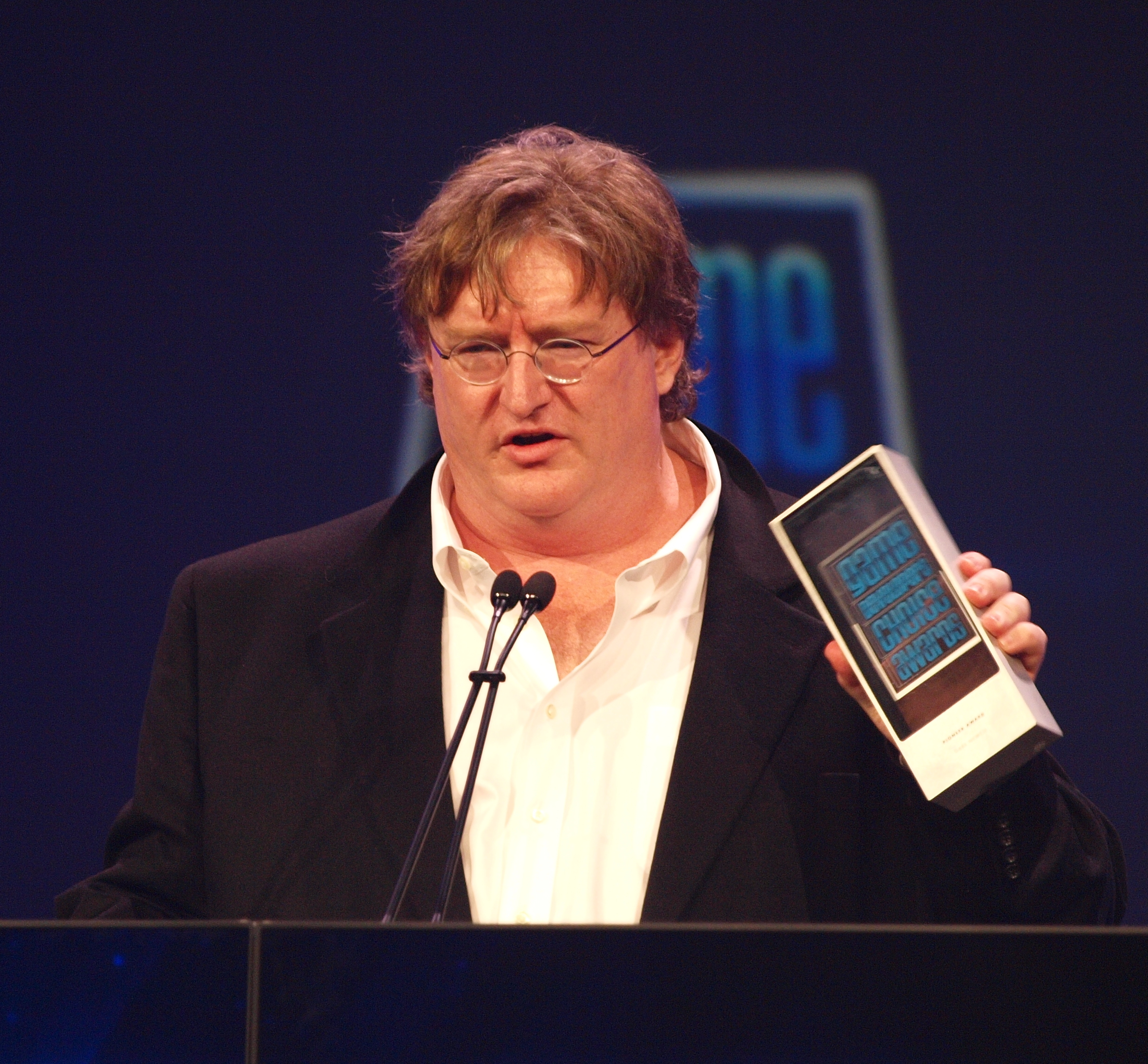
Valve共同創辦人加布·紐維爾稱「Linux和開源是遊戲的未來」。

2012年7月，遊戲開發和發行商維爾福發佈Linux版的Source引擎，並宣佈他們要把數位發行平台Steam帶到Linux上。Linux版的Steam客戶端讓其他開發者開始考慮移植遊戲到Linux上，包含Aspyr Media和Feral Interactive這些移植公司原先移植到Mac OS上的遊戲。
在2012年11月，Unity Technologies移植第四版的Unity引擎和遊戲開發系統到Linux上。許多Unity引擎的遊戲自此都可以在Linux上執行。
2013年9月，維爾福公司宣佈他們將會發佈一個基於Linux的作業系統SteamOS，維爾福稱他們體認到「最適合消費者的環境，是一個環繞Steam打造的作業系統」。這套作業系統會應用在該公司的遊戲主機Steam Machine上。
2014年3月，GOG.com宣佈在他們的無DRM平台上開始支援Linux，儘管他們先前稱因為Linux發行版繁多所以不會支援。GOG.com2014年7月24日開始發行Linux遊戲，最先發行了50個，其中一些是第一次登上Linux平台。
2014年3月和4月，兩大主流開發商Epic Games和Crytek各自宣佈他們下一代的遊戲引擎Unreal Engine 4和CryEngine會支援Linux。
2018年8月22日，Valve 發布了專為遊戲設計的 Wine 分支，名為 Proton。對原本的 Wine 進行了一些改進，例如基於 Vulkan 的 DirectX 11 實作、Steam 功能整合、全螢幕模式與支援遊戲手把以及改進多執行緒的遊戲效能。之後也支援了基於 Vulkan 的 DirectX 9 與 DirectX 12 實作 。
2022年2月25日，Valve 發布了 Steam Deck，這是一款執行 SteamOS 3.0 系統的掌上遊戲機。

## 开源游戏
在Linux上有很多遊戲是開放原始碼的。开源游戏并不意味着支持Linux，但多数非DirectX的开源游戏确实能在Linux下运行，并且可能进入Linux发行版的软件库从而易于安装。但是可能因为这样，所以版本不同而无法正常进行网络游戏。一些受歡迎的開源遊戲包含了Xonotic、0 A.D.等

### 项目
通常开源游戏不会轻易消逝，它们往往可以被再利用，甚至停滞数年然后再度开工。不过很多由较大社区维护的游戏一直活跃着。如Xonotic、Battle for Wesnoth、Armagetron、Glest、Spring计划。

## 商业游戏
早期，商业游戏主要集中在FPS、智力游戏、角色扮演等有限类型。只有少数开发者持续发行针对Linux的电子游戏，比如id Software的毀滅戰士系列、雷神之锤系列、Mojang的Minecraft、s2 Games的所有作品、X-Plane。还有些厂商将某些作品移植到Linux，包括以移植闻名的Loki。之后 Humble Indie Bundle 和更往后的 Steam 对商业游戏进入Linux起到推动作用。
隨著維爾福公司進軍Linux平台，SteamOS和Steam Machine吸引了一些公司，令他們決定要移植遊戲到Linux平台上，例如Feral Interactive移植了Linux版的XCOM：未知敵人和資料片內在敵人，而Aspyr Media則移植了文明帝國5和其資料片。

## 非原生遊戲
所謂非原生遊戲指的是原本不是設計給Linux執行的遊戲。在一般的情況下，Linux無法直接執行這些遊戲，然而，透過Wine，或是其他相似的軟體，Linux使用者就有機會執行原本設計給Microsoft Windows執行的遊戲或其他軟體。有些遊戲可以透過Wine正常執行，也有些遊戲會發生部份功能異常的現象。在Linux社群中，使用Wine進行遊戲具備一些爭議，因為有些人認為這是在妨礙原生遊戲（即一開始就設計給Linux執行的遊戲）的發展。

### 模擬器
在Linux上，也有許多模擬器可供玩家遊玩街機、遊戲主機或早期電腦的遊戲。
- Basilisk II可模擬 68040 麥金塔電腦;
- DOSBox和DOSEMU可模擬 MS-DOS/PC-DOS;
- DeSmuME可模擬Nintendo DS;
- Dolphin可模擬Nintendo GameCube、Wii和Triforce;
- FCE Ultra、Nestopia和TuxNES可模擬任天堂紅白機;
- Frotz可模擬Z-Machine文字冒險;
- Hatari可模擬雅達利ST、STe、 TT和Falcon;
- gnuboy可模擬任天堂Game Boy和Game Boy Color;
- MAME可模擬街機遊戲;
- Mednafen可模擬許多種硬體平台，包含某些上述平台;
- Mupen64Plus和原版的Mupen64（原版已經不再被活躍開發）可模擬Nintendo 64;
- PCSX-Reloaded、pSX和Linux版的ePSXe可模擬PlayStation;
- PCSX2可模擬PlayStation 2;
- PPSSPP可模擬PlayStation Portable
- ScummVM可模擬LucasArts和其他許多冒險遊戲;
- SheepShaver可模擬PowerPC 麥金塔電腦;
- Snes9x、higan和ZSNES可模擬超級任天堂;
- UAE可模擬Amiga;
- VICE可模擬Commodore 64;
- ColEm可模擬Colecovision;
- VisualBoy Advance可模擬GBA;
- vMac可模擬 680x0 麥金塔電腦;

## 开发技术

### 引擎
商业游戏引擎能提供给开发者较多支持，Unity3D和Unreal Engine 4是目前支持Linux的商业引擎中著名的例子。
优秀电子游戏开发技术可以获取利润：首先作为闭源发布，以后再开源引擎，这是一些独立开发者的做法。id的策略是在5年左右的周期内开放其所有的引擎，授权协议为GPL。

### 接口
通常使用OpenGL，用SDL做库。

## 玩家特点
同于Linux社区的特点，乐于高度竞争、交流协作的游戏，或者休闲游戏，Linux游戏多为FPS、RTS、智力游戏。难度普遍很高。

## 局限

### 宣传
商业游戏开发者容易误解为Linux用户只接受免费的软件，同时畏惧Linux结构的多样性，以及开放源代码。

### 系统特性
传统Linux发行版更新迅速，导致软件不跟进修改或不能正常使用。
相关套件的学习也是制约因素，因为正规教育中电子游戏开发的学习往往建立在商业平台。

### 贡献者
贡献者即是开发者，其中，艺术家少于程序员，或者说受过专门培训的学生较少参与，免费的开源游戏无法和商业游戏在图像音效质量上抗衡。

### 创新
尽管开源鼓励创新，但是开源游戏往往是依据现存的游戏类型或特定游戏改制，或者说克隆/复刻。